# Green Light (Breaking Bad)
"Green Light" é o quarto episódio da terceira temporada da série dramática de televisão americana Breaking Bad, e o 24° episódio da série. Escrito por Sam Catlin e dirigido por Scott Winant, ele foi exibido na AMC nos Estados Unidos e Canadá em 11 de abril de 2010.

## Enredo
Depois de ficar sem gasolina e cigarros em um posto de gasolina, Jesse Pinkman oferece metanfetamina para uma caixa para sair sem pagar. Ela hesita em aceitar, até que um policial entra na loja e faz fila atrás de Jesse no balcão, e nesse ponto ela curva-se à pressão e pega a metanfetamina.
Enquanto isso, Walter White faz uma cena no local de trabalho de Skyler White enquanto confronta Ted Beneke, e ele é levado para fora do prédio. Imediatamente depois, Mike Ehrmantraut leva Walt ao escritório de Saul Goodman. Saul tenta convencer Walt a continuar produzindo metanfetamina, mas Walt recusa a oferta quando descobre que eles grampearam a casa dele para descobrir as informações. Ele começa a enfrentar Saul no chão e o demitir - assim perdendo a ajuda de Saul na lavagem de dinheiro. Consequentemente, Walter White Jr. percebe uma parada repentina nas doações do site de arrecadação de fundos dele.
Depois de ser chamado ao escritório dela, Walt tenta começar um relacionamento com a vice-diretora da escola, Carmen Molina, tentando beijá-la. Ela rejeita-o e o coloca em suspensão indefinida. Enquanto está saindo da escola, ele é interceptado por Jesse, que produziu um novo lote de metanfetamina sozinho. Walt rejeita o produto de Jesse como abaixo do padrão, e Jesse decide vender o produto para Gus Fring sozinho, por meio de Saul e Mike como os mediadores. Gus relutantemente concorda com a compra, antecipando que o orgulho e necessidade financeira de Walt podem convencê-lo a aceitar sua proposta de negócios.
Skyler continua seu caso com Ted, embora com suspeitas dos colegas de trabalho dela depois do ataque de Walt. Depois de ter relações sexuais na casa dele, ela recusa a divulgar o que houve de errado em seu casamento e nega a oferta de Ted de morar com ele.
Enquanto isso, Hank Schrader renuncia sua tarefa em El Paso no último momento depois de receber uma nova pista sobre a infame metanfetamina azul. Steve Gomez se preocupa com o bem-estar mental de Hank; Hank despensa essas preocupações. Depois de intensamente interrogar a caixa a quem Jesse deu a metanfetamina, Hank recupera imagens do caixa eletrônico fora do posto de gasolina para persuadir seu chefe a não recolocá-lo em El Paso, convencido de que "está perto de algo grande aqui".
Jesse completa sua primeira entrega para Victor, mas fica indignado quando ele só recebe metade do dinheiro. Mais tarde, Walt é parado em uma luz vermelha quando ouve no rádio que Donald Margolis, o pai de Jane Margolis, foi levado a um hospital depois de um ferimento de bala auto inflingido, depois do desastre aéreo que ele supervisionou. Victor para ao lado do carro e dá a Walter "sua metade" dos ganhos da venda de Jesse, indo embora antes da luz ficar verde.

## Produção
O episódio foi escrito por Sam Catlin, e dirigido por Scott Winant, sendo um dos dois episódios junto com "Crawl Space" que Winant dirigiu na série. Ele foi exibido na AMC nos Estados Unidos e Canadá em 11 de abril de 2010.

## Recepção
Noel Murray de The A.V. Club deu ao episódio um B e elogiou a habilidade do episódio de apoiar o padrão da série de balançar "ação e inação." Ele especialmente elogia a representação das lutas de Hank na história, notando que "é sobre como alguém que se representa como totalmente no comando lida com estar fora de sua zona de conforto."
Seth Amitin de IGN deu ao episódio um 8/10, lamentando que "Dois colapsos horríveis não são tão divertidos de assistir" e sugerindo que a série tem continuado a se atrasar em qualidade desde a conclusão da Temporada 2.
Em 2019 The Ringer ranqueou "Green Light" como 56° dos 62 episódios de Breaking Bad.

### Audiência
A transmissão original do episódio foi vista por 1,46 milhões de pessoas, o que foi um aumento das 1,33 milhões do episódio anterior, "I.F.T.".